# Sony Interactive Entertainment
Sony Interactive Entertainment, LLC (förkortat som SIE och tidigare känt som Sony Computer Entertainment Inc. (SCE) och Sony Network Entertainment) är en multinationell datorspelsutvecklare, produkttillverkare och ett forskning och utvecklingsföretag. Det grundades den 16 november 1993 i Tokyo, Japan, och ingår i Sonykoncernen.
SIE hanterar forskning och utveckling, produktion och försäljning av hårdvaran och mjukvaran till Sonys Playstation-spelkonsoler. Företaget utvecklar och lanserar även spel till sina konsoler. SIE har flera dotterföretag runt om i världen som utvecklar spel. Mycket av musiken till deras spelfranchiser skapas av Aniplex. 
I april 2016 omstrukturerades och omorganiserades både SCE och Sony Network Entertainment till Sony Interactive Entertainment, som tog över båda företagens verksamheter. Företaget har sina huvudkontor i San Mateo i Kalifornien (Sony Interactive Entertainment Inc. & Sony Interactive Entertainment Americas huvudkontor), i Kōnan i distriktet Minato i Tokyo (Sony Interactive Entertainment Japan Asias huvudkontor), i Scarborough i Toronto och i London ((Sony Interactive Entertainment Europes huvudkontor). SIE har även mindre kontor och distributionscentraler i Hollywood, Los Angeles och San Diego i Kalifornien, USA, Toronto, Ontario, Kanada; Melbourne, Australien; Seocho-gu, Seoul, Sydkorea; och Liverpool, Storbritannien.

## Spelkonsoler

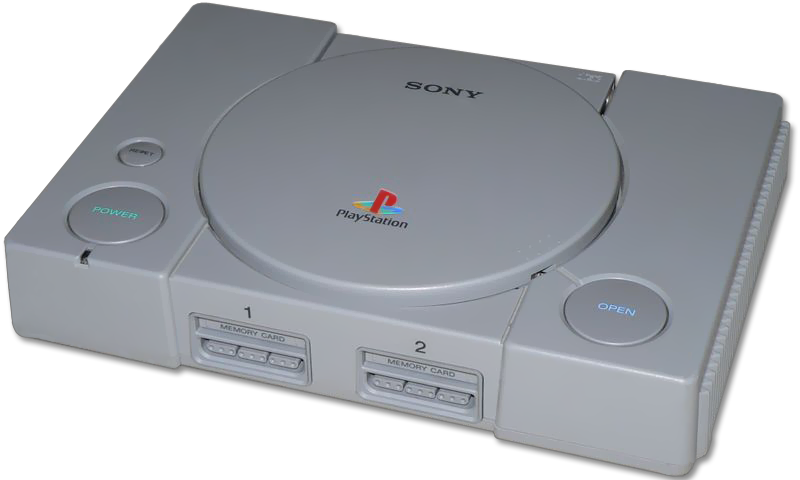
Playstation

### Playstation
Huvudartikel: Playstation
Sony kom in i datorspelsbranschen när de lanserade PlayStation (vilket hade kodnamnet PSX när den utvecklades, nuförtiden kallas den ofta för PSone, PS1 i skrivspråk eller Playstation ett av svensktalande personer). Det var från början tänkt som ett tillägg till Nintendos Super Nintendo Entertainment System som ett svar på Segas Sega CD. När idén om att använda konsolen som ett tillägg till SNES lades ner, gjorde Sony om den till den nuvarande Playstation konsolen. Playstation släpptes i Japan den 3 december 1994, i USA den 9 september 1995 och i Europa den 29 september 1995. Systemet blev väldigt populärt och blev sin tids bäst säljande konsol.  

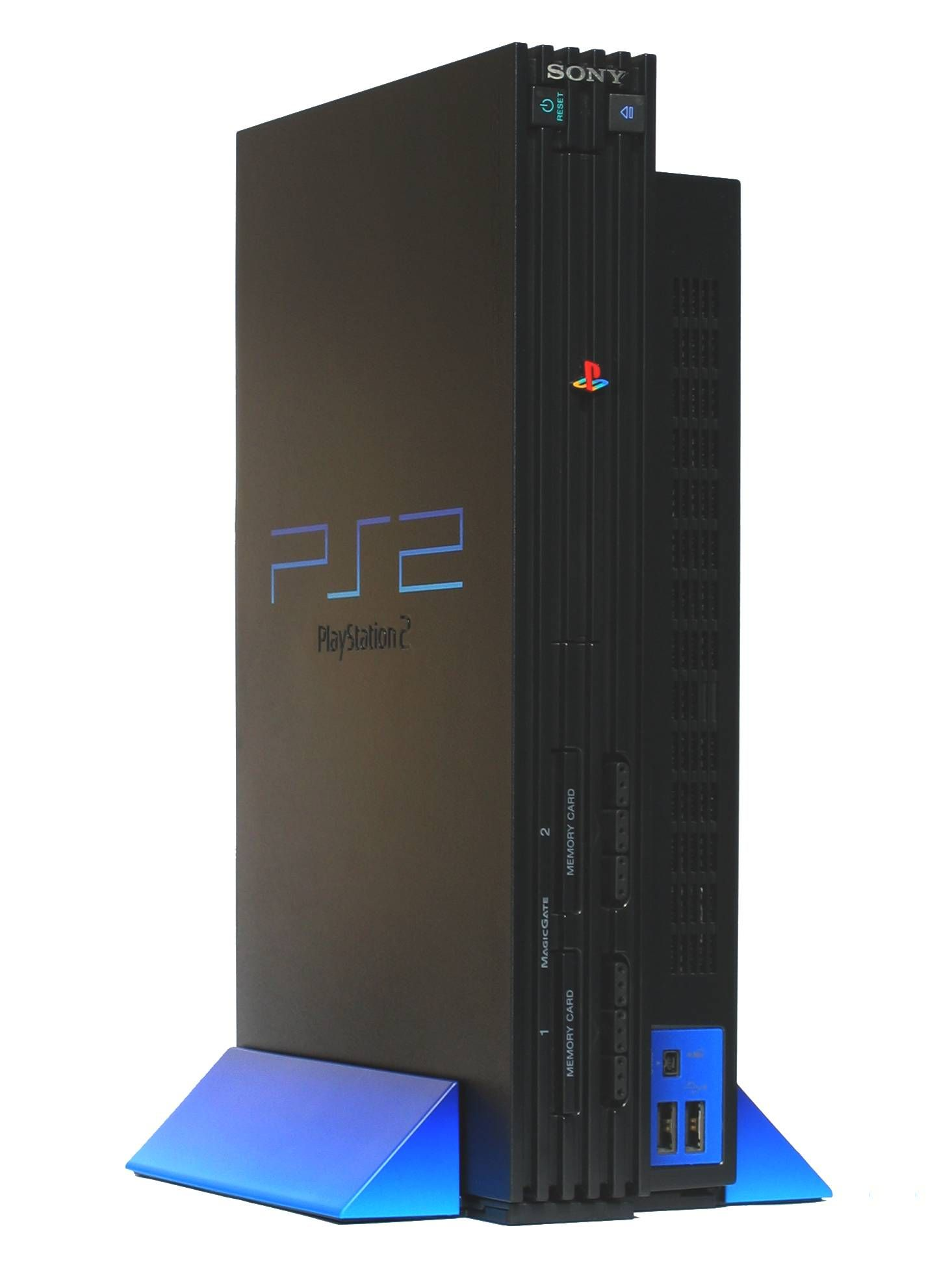
Playstation 2

### Playstation 2
Huvudartikel: Playstation 2
PlayStation 2, PS2 eller PSX2 är världens hittills bäst säljande spelkonsol och är Sonys andra konsol som släpptes i Japan den 4 mars 2000, i USA den 26 oktober 2000 och i Europa den 24 november 2000. PS2 drivs av en centralprocessor som kallas för Emotion Engine och var den första spelkonsolen som kunde spela upp DVD skivor. Några spelutvecklare klagade på att det var för svårt att utveckla spel till den och vissa antydde att den inte var lika kraftig som de andra spelkonsolerna. Trots klagomålen fick PS2 bra kritik från de flesta tredjepartsutvecklare och såldes väldigt bra. Den är även den längst "levande" konsolen med sina nio år ute på marknaden.

### PSX
Huvudartikel: PSX
I december 2003 uppgraderade Sony Playstation 2 genom att lägga till en DVD-brännare och en extra hårddisk som kunde spela in videoklipp. Det uppgraderade systemet kallades för PSX. PSX har avsevärda likheter med Playstation Portable:s media funktioner. Det var en dyr enhet (den kostade runt 5000 SEK) och på grund av den dåliga försäljningen släpptes den aldrig utanför Japan.

### Playstation 3
Huvudartikel: Playstation 3

Playstation 3

Sonys entré in i den sjunde generationens konsoler, är Playstation 3  (även kallad PS3), som släpptes i november 2006 i Japan och USA och senare i mars 2007 i Europa och Australien. Den drivs av en processor som kallas för Cell, som blev utvecklad av Sony, Toshiba och IBM. Det har släppts flera olika versioner av PS3. De olika versionerna har antingen en 20, 40, 60, 80 eller en 160GB hårddisk. 20 och 60GB versionerna av PS3 säljs inte längre på grund av den höga produktionskostnaden.

### Playstation 4
Huvudartikel: Playstation 4

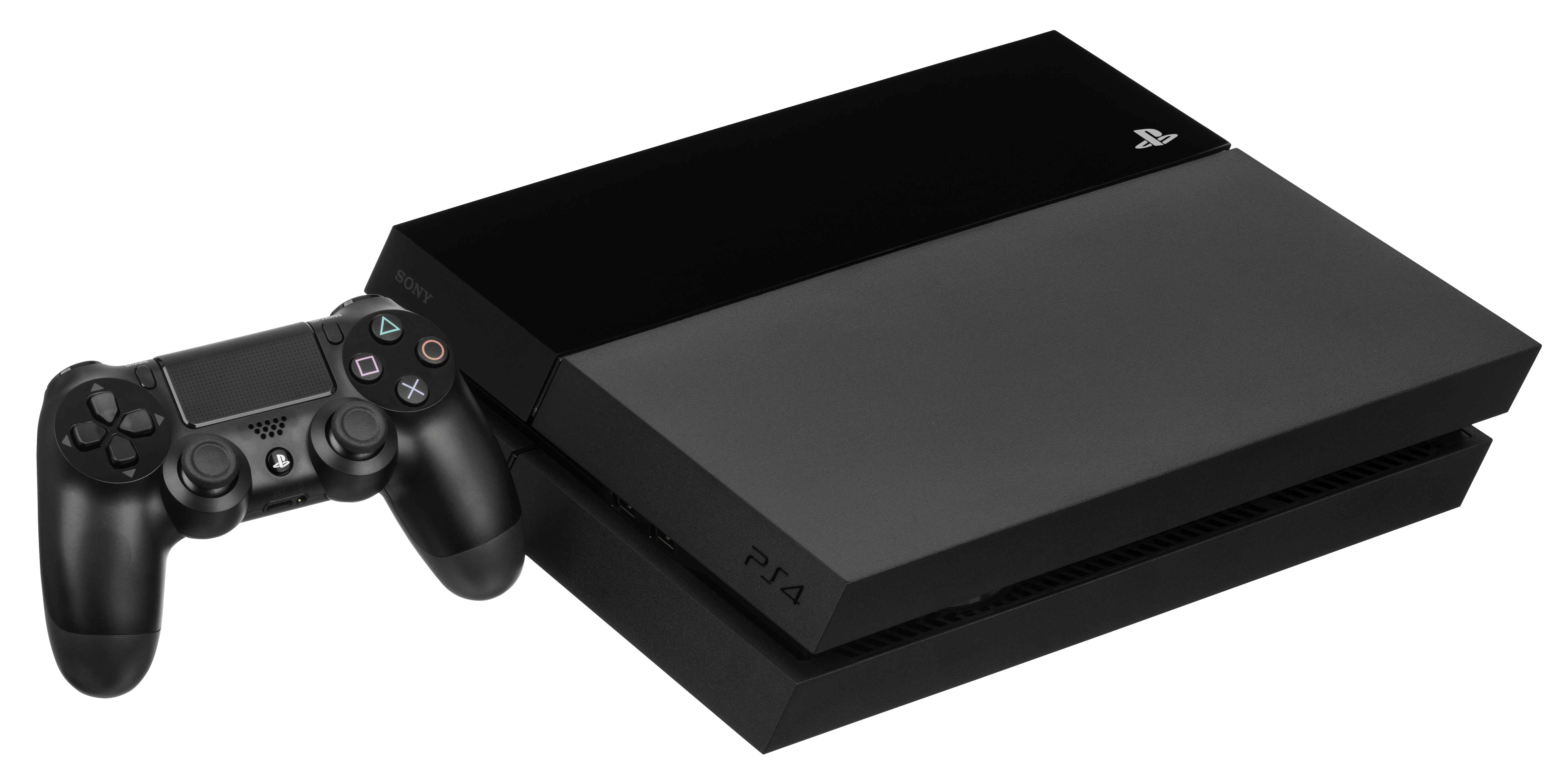
Playstation 4

Sonys spelkonsol i den åttonde generationens konsoler, är Playstation 4  (även kallad PS4), som släpptes i november 2013. Processorn Jaguar är skapad av AMD, det är även denna processor som driver Xbox One, Microsofts spelkonsol i samma generationsserie.

### Playstation 5
Huvudartikel: Playstation 5
Sonys spelkonsol i den nionde generationens konsoler, är Playstation 5  (även kallad PS5), som släpptes i november 2020.

## Bärbara spelkonsoler

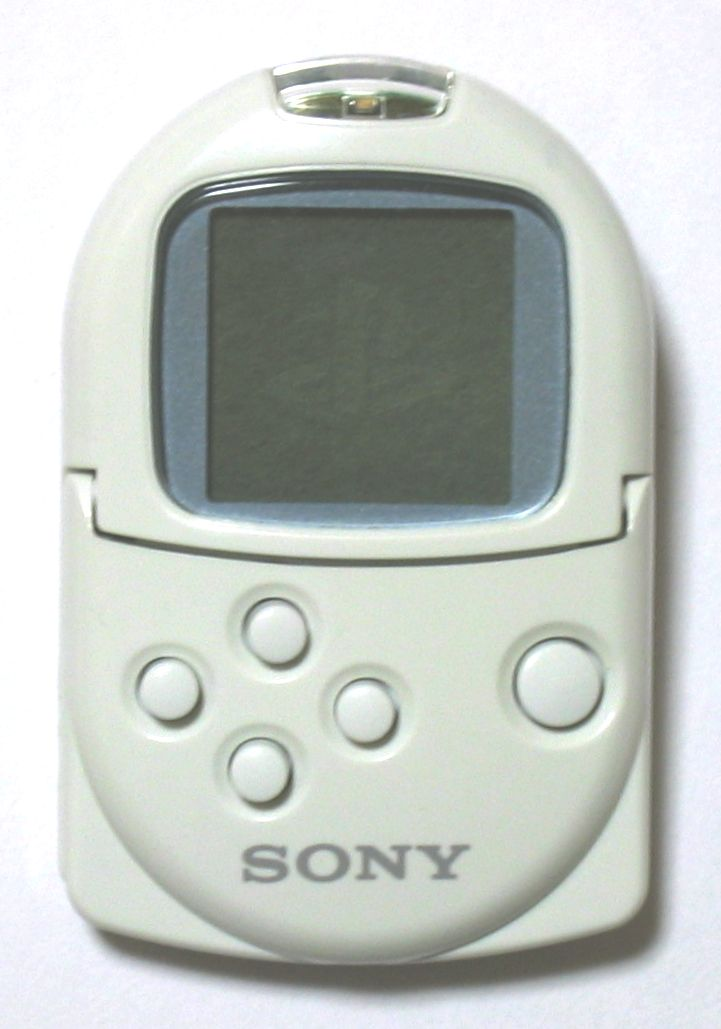
Pocketstation

### Pocketstation
Pocketstation är en liten spelkonsol som skapades av Sony som ett tillbehör till Playstation. Den släpptes exklusivt för Japan den 23 december 1998. Den innehåller en LCD-skärm, en klocka och kan kommunicera med Playstation via infraröda strålar. Den tar även emot ett Playstation-minneskort.

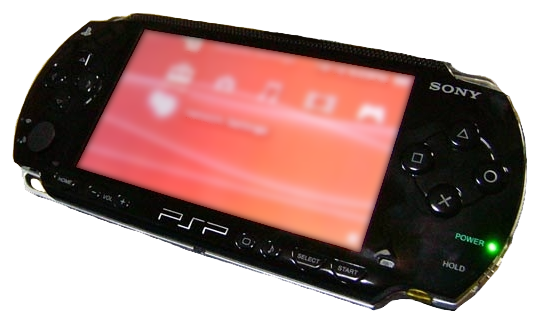
Playstation Portable

### Playstation Portable
Huvudartikel: Playstation Portable
Playstation Portable (PSP) är en bärbar spelkonsol som släpptes i Japan den 12 december 2004, USA den 24 mars 2005 och i Europa den 1 september 2005. Det är Sonys försök att slå sig in på marknaden för bärbara konsoler, vilken tidigare helt dominerats av Nintendo. Nintendo lanserade rivalkonsolen Nintendo DS tre veckor innan Sony lanserade Playstation Portable. En tunnare och lättare version av spelkonsolen tillkännagjordes för allmänheten den 11 juli 2007 och under Sonys presskonferens vid E3 2007. Den släpptes i september 2007 och finns i svart, vitt, rosa och silver.

### Playstation Portable Go
Huvudartikel: Playstation Portable Go
Playstation Portable Go (PSP Go) är en portabel spelenhet som saknar möjligheten att spela spel via det fysyka mediet kallad UMD. Denna konsol blev inte den försäljningsframgång som Sony hoppats på.

### Playstation Vita
Huvudartikel: Playstation Vita
Playstation Vita (PS Vita) är namnet på en bärbar konsol som släpptes under år 2012. Den ersatte därmed föregående modeller av bärbara enheter från Sony.

## Interna organisationer
| Sony Interactive Entertainment Inc. - Clap Hanz – Everybody's Golf serierna - Polyphony Digital – Gran Turismo serierna - SCE Japan Studio (Project Siren Team, etc.) – Ape Escape serierna, LocoRoco - Team ICO – ICO, Shadow of the Colossus |
| SCEI:s olika dotterbolag |
| Sony Interactive Entertainment America Inc. - Incognito Entertainment – Twisted Metal serierna, Warhawk - Naughty Dog – Jak & Daxter serierna, Uncharted: Drake's Fortune - SCE Bend Studio (tidigare Eidetic) – Syphon Filter serierna - SCE Foster City Studio – Jet Li: Rise to Honor - SCE San Diego Studio – NBA series, MLB: The Show serierna - SCE Santa Monica Studio – God of War serierna - Sony Online Entertainment LLC. – EverQuest, Star Wars Galaxies - Zipper Interactive – SOCOM: U.S. Navy SEALs serierna, Massive Action Game Sony Interactive Entertainment Europe Ltd. - Bigbig Studios – Pursuit Force, Motorstorm: Arctic Edge - Evolution Studios – World Rally Championship serierna, MotorStorm, - Guerrilla Games – Killzone serierna - SCE London Studio (inkluderar Team SOHO & Camden) – The Getaway serierna, SingStar serierna - SCE Studio Cambridge (tidigare Millennium Interactive) – MediEvil serierna - SCE Studio Liverpool (tidigare Psygnosis) – Wipeout serierna, F1 serierna - Media Molecule – Littlebigplanet Sony Interactive Entertainment Korea Inc. - SCE Korea – EyeToy: EduKids, GloRace: Phantastic Carnival |

## Spelfranchiser och produkter
Sony Interactive Entertainment äger följande franchiser och produkter:
- .detuned
- Aconcagua
- Afrika
- Alienation
- Altered Space
- Alundra
- Ape Escape
- Aqua Vita
- Aquanaut's Holiday
- Arc the Lad
- Astro Bot Rescue Mission
- ATV Offroad Fury
- Baby Universe
- B-Boy[2]
- Beat Sketcher
- Beats
- Beyond the Beyond
- Beyond: Two Souls
- BigFest''[3]
- Blade Dancer
- Blast Factor
- Blasto
- Bloodborne
- Blood & Truth
- Boku no Natsuyasumi
- Bombastic
- Bound
- Bravo Team
- Bust a Groove
- Buzz!
- C-12: Final Resistance
- Calling All Cars!
- Cardinal Syn
- Carnival Island
- Cart Kings
- Chimparty
- Coded Soul
- Codename: Tenka
- Colony Wars
- Concrete Genie
- Cool Boarders
- CounterSpy
- Crash Commando
- Crime Crackers
- DanceStar Party
- Dare to Fly
- Dark Cloud
- Dark Mist
- Datura
- Days Gone
- Dead Nation
- Death Stranding
- Demon's Souls
- Déraciné
- Desi Adda
- Destiny of Spirits
- Destruction Derby
- Detroit: Become Human
- Devil Dice
- Diggs Nightcrawler
- Digit & Dash
- DJ: Decks & FX
- Dog's Life
- Doki-Doki Universe
- Downhill Domination
- Drakan
- Drawn To Death
- Dreams
- Driveclub
- Dropship: United Peace Force
- Dual Hearts
- Eastern Mind: The Lost Souls of Tong Nou
- Eat Them!
- Echochrome
- Echoshift
- Ecolibrium
- Edge of Nowhere
- Eight Days
- Elefunk
- Elemental Gearbolt
- Enkaku Sōsa: Shinjitsu e no 23 Nichikan
- Entwined
- Epidemic
- Equinox
- Erica
- Escape Plan
- Everybody Dance
- Everybody's Golf
- Everybody's Gone to the Rapture
- Extermination
- Extra Innings
- EyePet
- EyeToy
- FantaVision
- Farpoint
- Fat Princess
- Feel Ski
- Fired Up
- Firebugs
- Firewall Zero Hour
- Flow
- Flower
- Folklore
- Frantics
- Freedom Wars
- Frequency
- Frobisher Says!
- Fruit Fusion
- Fuse
- G-Police
- Gangs of London
- Genji
- Genshi No Kotoba
- Ghost of Tsushima
- Ghosthunter
- Global Force: Shin Sentou Kokka
- God of War
- Go! Sports Ski
- Gran Turismo
- Gravity Rush
- Grind Session
- Ground Zero: Texas
- Gunners Heaven
- GUNS UP![4]
- Hardware
- Heavenly Sword
- Helldivers
- Here They Lie
- Hermie Hopperhead: Scrap Panic
- Hidden Agenda
- High Velocity Bowling
- Hohokum
- Horizon Zero Dawn
- Hustle Kings
- Ico
- Imaginstruments
- InFAMOUS
- Intelligent Qube
- Invizimals
- Jak and Daxter
- Jeanne d'Arc
- Jet Moto
- Jet X2O
- Jinx
- Journey
- Jumping Flash!
- Jungle Party
- Killstrain
- Killzone
- Kinetica
- Kingdom of Paradise
- Kingsley's Adventure
- Kite Fight
- Kileak: The DNA Imperative
- Knack
- Knowledge Is Power
- Kula World
- Kung Fu Rider
- Lair
- Legend of Legaia
- Lemmings
- Lifeline
- Linger in Shadows
- Little Big Planet
- Little Deviants
- LocoRoco
- Marvel's Iron Man VR
- Marvel's Spider-Man
- Mad Maestro!
- Mag
- Mary Shelley's Frankenstein
- Matterfall
- Medieval Moves
- MediEvil
- Mesmerize
- Mister Mosquito
- MLB: The Show
- ModNation Racers
- Monster Kingdom
- Motor Toon Grand Prix
- MotorStorm
- Move Fitness
- Murasaki Baby
- My Street
- No Escape
- No Heroes Allowed
- Nucleus
- Numblast
- Okage: Shadow King
- Omega Boost
- Open Me![5]
- Operation Creature Feature
- Ore no Ryouri
- Ore no Shikabane wo Koete Yuke/Oreshika
- Overboard!
- Pain
- Paint Park
- PaRappa the Rapper
- Patapon
- Patchwork Heroes[6][7]
- Pet in TV
- Piyotama
- Philosoma
- PhyreEngine
- PlayLink
- PlayStation All-Stars
- PlayStation Home
- PlayStation Move Heroes
- PlayStation Vita Pets
- PlayStation VR Worlds
- Popolocrois
- Primal
- Project: Horned Owl
- PulzAR
- Puppeteer
- Pursuit Force
- Rain
- Rally Cross
- Rapid Racer
- Rapid Reload
- Rascal
- Ratchet & Clank
- Reality Fighters
- Resistance
- Resogun
- Retro Force
- RIGS: Mechanized Combat League
- Rise of the Kasai
- Rise to Honor
- Rogue Galaxy
- Rule of Rose
- Sagashi ni Ikouyo
- Savage Moon
- Secret Agent Clank
- Sewer Shark
- Shadow of the Beast
- Shadow of the Colossus
- SingStar
- Siren
- Sky Diving
- Skyblazer
- SkyGunner
- Sly Cooper
- Smart As...
- Smart Ball
- Snakeball
- Socom: U.S. Navy Seals
- Song of the Deep
- Sorcery
- Soul Sacrifice
- Sound Shapes
- Speed Freaks
- Sports Champions
- Starblood Arena
- Starhawk
- Start the Party!
- Steel Reign
- Stormland
- Sunset Overdrive
- Super Rub 'a' Dub
- Super Stardust
- Syphon Filter
- t@g
- Table Ice Hockey
- Table Top Tanks
- Talkman
- Tanarus
- Team Buddies
- Tearaway
- That's You
- The Con
- The Eye of Judgment
- The Fight
- The Getaway
- The Hungry Horde[8]
- The Last Guardian
- The Last Guy
- The Last of Us
- The Legend of Dragoon
- The Mark of Kri
- The Order: 1886
- The Playroom
- The Shoot
- The Tomorrow Children
- The Trials of Topoq
- The Unfinished Swan
- The Unspoken
- This Is Football
- Tiny Tank
- Tokyo Jungle
- Top Darts
- Tori-Emaki
- Toro Inoue
- Tourist Trophy
- Toy Home
- Trash Panic
- Tsugunai
- Tomba!
- TV Superstars
- Twisted Metal
- UmJammer Lammy
- Uncharted
- Unit 13
- Until Dawn
- Untold Legends
- Vib-Ribbon
- War of the Monsters
- Warhawk
- What Did I Do To Deserve This, My Lord?
- What Remains of Edith Finch[9]
- When Vikings Attack!
- White Knight Chronicles
- Wild[10]
- Wild Arms
- Wipeout
- Wonderbook
- World Tour Soccer
- Xtreme
- Yoake no Mariko

## Slogans
Slogans som har använts av Sony Interactive Entertainment i reklamkampanjer:
- "Enos Lives" – PS
- "U R Not e – PS
- "Do Not Underestimate The Power Of The PlayStation." – PS
- "Wherever, Whenever, Forever" – PS
- "The Beginning" – PS2
- "Live In Your World, Play In ours." – PS2
- "Welcome to the Third Place" – PS2
- "Fun, Anyone?" – PS2
- "WELCOME CHANG3" – PS3
- "This is Living" – PS3
- "PLAY B3YOND" – PS3
- "Greatness awaits" – PS4